# Nulla
Il termine nulla vuole indicare:
- o l'assenza di ogni cosa, un'assoluta mancanza di realtà, dall'origine etimologica nel latino nūlla - neutro plurale dell'aggettivo nullus -a -um ("nessuno") - che si può rendere come "nessuna cosa",
- o il contrario di "qualcosa", lemma quest'ultimo che etimologicamente è reso in latino con nonnihil (il non niente) dove viene utilizzato il termine nihil.

Il termine nel linguaggio comune viene sentito come equivalente nel significato al vocabolo più usato niente che ha un'etimologia incerta e complessa tra cui quella di non ente, significato che in filosofia fu adottato da Heidegger.

## Filosofia antica
Nella storia del pensiero occidentale il concetto viene trattato per la prima volta dalla scuola degli Eleati che, in accordo con la dottrina che afferma che solo l'Essere esiste, sostengono con Parmenide che il non-essere non è, e quindi non è nulla.
Fuori dell'Essere non può esistere nulla, perché il non-essere, secondo logica, non è, per sua stessa definizione.
Il pensiero è la via maestra per cogliere la verità dell'Essere: «Infatti lo stesso è pensare ed essere», a indicare come l'Essere si trovi nel pensiero. Pensare il nulla è difatti impossibile, il pensiero è necessariamente pensiero dell'essere di qualcosa.
Per la necessità di giustificare la molteplicità delle idee nel mondo della perfezione e quindi come fosse possibile la coesistenza di una molteplicità di esseri - implicante il divenire contingente - con la perfezione delle singole idee, Platone dimostra la possibilità di una coesistenza di essere e non-essere, senza che questo introduca il divenire, sostenendo che ciascuna idea è quella che è (essere) ma che nello stesso tempo non è (non essere) nel senso che è diversa (essere) da tutte le altre.
Infatti le cose sono e insieme non sono nella loro partecipazione all'essere.
Quindi il non essere nel senso di diversità viene a coincidere con l'essere e dunque si può pensare anche il nulla intendendolo come «non-essere dell'essere di qualcuno».
Con l'avvento dei sofisti la polemica sull'essere e sul non essere viene messa da parte dichiarando che ciò che conta per la filosofia non sono queste astratte discussioni ma ciò che procura vantaggio per l'uomo «misura di tutte le cose».
Dopo un lungo intervallo la riflessione sul nulla riemerge nel neoplatonismo che rilevava come la polarità di tutte le cose del mondo, costituita dalle due estremità, permetteva di stabilire un rapporto dialettico tra di esse, essendo l'una il negativo dell'altra. Ad esempio, la verità (assunta come il polo positivo) diventava definibile tramite il suo negativo, ovvero la falsità.
Così, pur affermando che l'ente supremo, l'Uno si trova al di là di tutto, persino del pensiero logico, il sistema neoplatonico non intendeva presentarsi come un mero salto nell'irrazionale o nell'intuizione mistica, ma diventò anzi quella corrente filosofica che ha fornito al pensiero occidentale lo strumento critico della teologia negativa.
L'Uno è indefinibile di per sé, in quanto se definito verrebbe delimitato; ma ci si può avvicinare a Lui dicendo piuttosto ciò che l'Uno non è, eliminando cioè tutti quegli attributi che altrimenti lo renderebbero finito: non è volontà, né atto morale, né coscienza. L'Uno, Dio, non ha alcuna caratteristica: come nel pensiero aristotelico la materia prima era definita assoluta privazione di forma così l'Uno è superiore e non riconducibile all'Essere per cui, come verrà detto dal mistico tedesco Jacob Böhme, esso è il Nihil aeternum (Nulla eterno).

## Cristianesimo
Il cristianesimo utilizza il concetto di nulla per definire l'opera di Dio come creazione intesa come un far essere dal nulla (ex nihilo) Il Dio creatore è colui che dà origine dal nulla alle cose le quali sono imperfette e contingenti proprio perché vengono dal nulla. Ciò che gli esseri hanno di perfetto deriva dall'ente perfettissimo, mentre ciò che è in loro manchevole proviene dal nulla.
Sant'Agostino riprende la concezione del nulla - inteso come non essere a proposito del problema del male - collegandolo al tema della creazione: tutte le cose sono state create da Dio, Dio è sommamente buono, per cui tutte le cose da lui create sono buone. Avendo Egli creato le cose, queste stesse cose create saranno altro da Lui. Dunque non possono partecipare appieno della sua perfezione, del suo sommo grado di bontà. Dio perciò deve aver creato tutti gli enti e, dunque, tutti i beni (sia materiali che spirituali), disponendoli su una "scala gerarchica" tale che il male metafisico è assenza di "essere" (dove per essere si intende la perfezione), privazione di realtà. «Il male è nulla» In questo modo per esempio la cecità non è di per sé una realtà negativa ma assenza della vista, unica realtà buona. Così Agostino si ricollega alla concezione di Plotino e attraverso questo alla identificazione di Platone del bene con l'essere.

## Filosofia moderna
Cartesio nelle sue Meditationes de prima philosophia, riprenderà la concezione agostiniana sul male come nulla.

Dall'inconsistenza concettuale del nulla John Locke ricava la prova dell'esistenza di Dio: 
Per Hegel il nulla non può essere concepito se non contrapponendolo all'essere e scoprendo così che nella loro indeterminatezza iniziale essi si identificano.
La differenza che il senso comune percepisce tra l'essere e il nulla non esiste affatto; sentirli come diversi è una nostra creazione.
Al pari del nulla, l'essere, infatti, nella originaria costituzione, deve apparire privo di ogni caratteristica, assolutamente vuoto come il nulla.
L'essere e il nulla si presentano entrambi contrapposti quando si costituisce l'«essere determinato» che è concepibile come formato tanto dall'essere quanto dal nulla, una volta che questi hanno persa la loro astrattezza con l'intervento delle categorie che attribuiscono loro un contenuto successivamente sempre più ampio.
L'essere e il nulla, secondo Hegel, convivono realmente nel divenire che è un continuo passaggio dei due opposti.
Riprendendo la concezione spinoziana secondo cui «ogni determinazione è una negazione» (Omnis determinatio est negatio). nel senso che ogni caratteristica che assume l'essere avviene con una negazione rispetto alla totalità, Hegel afferma che ogni determinatezza attesta la presenza del nulla come negatività.

## XX secolo
Mentre Benedetto Croce, rifacendosi alla speculazione agostiniana, pone la tematica del nulla nell'ambito della morale, negando ogni validità teorica a questo genere di speculazione, Heidegger la considera un argomento metafisico centrale ispirandosi al significato di nulla come niente, "non ente". Il nulla infatti non deve essere inteso come un'entità negativa ma piuttosto come la rivelazione della nullità dell'ente e quindi di tutti gli enti che hanno questa caratteristica come determinante il loro essere. Attraverso l'esperienza dell'"angoscia" di tipo kierkegaardiano, emerge l'insignificanza sia degli esseri che della nostra esistenza in bilico tra l'essere e il nulla.
Sartre riprende quest'ultima tematica nell'opera L'essere e il nulla dove il nulla è definito come l'«essere-per-sé», coincidente con la nostra coscienza che agisce liberamente e mette in atto realtà che nella loro entità sono nulla. Gli enti del mondo invece sono «essere-in-sé» in quanto nella loro essenza priva di determinazioni ben identificano l'essere.

L'essere afferma Sartre precede il nulla ma come quest'ultimo discenda dal primo non rimane chiarito.
Secondo Bergson «L'esistenza mi sembra una vittoria sul nulla. Se mi chiedo perché esistano i corpi o le menti piuttosto del nulla, non trovo risposta. Ma che un principio logico, come per esempio A = A, abbia il potere di creare sé stesso, trionfando sul nulla per tutta l'eternità, ciò mi sembra naturale.»
Bergson afferma inoltre che bisogna distinguere il "nulla assoluto", che è impensabile nella sua assurdità, dal "nulla relativo" che è quello che si manifesta come qualcosa di esistente nel momento in cui ci aspettiamo che accada qualcosa che alla fine non si verifica: quando affermiamo: «non c'è nulla», vogliamo significare la mancanza di qualcosa che desideravamo si realizzasse.
La speculazione sul nulla viene emarginata dal pensiero di Rudolf Carnap che definisce insensate le affermazioni metafisiche che pretendono di parlare del nulla. Esse infatti pur avendo una forma sintattica corretta linguisticamente in effetti sono logicamente non corrispondenti al termine linguistico. Quando noi diciamo: «In quel luogo non c'è nulla» non dobbiamo credere che ci sia un qualcosa che la metafisica identifica con il nulla, ma piuttosto quella frase equivale a dire: «Non c'è qualcosa che sia in quel luogo», dunque qualcosa che esiste in quel caso è assente. Il nulla è un equivoco linguistico. La parola «nulla», usata in generale, non indica nulla non essendo un sostantivo vero e proprio, bensì un quantificatore e quindi, come tale, può essere usato solo relativamente ad un'unità positiva e precisa.